# یوجین برنارد
یوجین برنارد (انگلیسی: Eugene Bernard; ۳ ژوئن ۱۹۱۴ – ۳۱ اوت ۱۹۷۳) بازیکن فوتبال اهل بریتانیا بود.
از باشگاه‌هایی که در آن بازی کرده‌است می‌توان به باشگاه فوتبال وینچستر سیتی و باشگاه فوتبال ساوت‌همپتون اشاره کرد.